# Senorita ((G)I-dle)
Senorita è un singolo del gruppo musicale sudcoreano (G)I-dle, unico estratto del secondo EP I Made, pubblicato il 26 febbraio 2019 dalla Cube Entertainment per la promozione del disco. 
Descrizione
Il testo è stato scritto da So-yeon e da Yummy Tone. 

## Critica
Billboard descrisse il brano come una "pista da ballo a tema latino che incorpora nacchere e corna di jazz accompagnate da corde ritmiche sinuose ed eleganti effetti elettronici". Dal punto di vista lirico, le donne trasmettono con confidenza le loro emozioni a un Senor, che apparentemente canta il titolo della canzone nel post-coro.

## Successo commerciale
Senorita debuttò alla 7ª posizione della classifica US World Digital Song Sales con 1 000 download e 782 000 stream nella settimana del 28 febbraio 2019, raggiungendo in breve la 3ª posizione. Mentre debuttò alla 30ª posizione nella Gaon Digital Chart, la classifica nazionale discografica della Corea del Sud, raggiungendo la settimana successiva, la posizione n°19.. Nello stesso periodo il brano fu in cima alla classifica in tempo reale di Bugs and Naver Music. Su Billboard Korea's Kpop Hot 100, Senorita debuttò al 26ª posizione, raggiungendo, la settimana successiva, la 10ª posizione.

## Video musicale
Il 26 febbraio 2019 Senorita venne pubblicato insieme al suo video musicale. Il video mostra il gruppo in un hotel dai colori vivaci ma pieno di pericoli, tra cui un lecca lecca dotato di una pericolosa lama di rasoio, gru penzolanti, elettrocuzione tramite asciugacapelli e fuochi. L'uscita del video segna anche la partnership tra le (G)I-dle e la nuova linea cosmetica Kaja di Memebox. In tutto, i membri nel video indossano e interagiscono con i prodotti per il trucco Kaja.

## Classifiche

### Classifiche settimanali
| Classifica (2019) | Posizione massima |
| ----------------- | ----------------- |
| Corea del Sud     | 19                |
| Singapore         | 20                |

### Classifiche di fine anno
| Classifica (2019) | Posizione |
| ----------------- | --------- |
| Corea del Sud     | 181       |

## Formazione
- Jeon So-yeon – rap
- Cho Mi-yeon – voce
- Minnie – voce
- Seo Soo-jin – voce, rap
- Song Yuqi – voce
- Yeh Shuhua – voce

## Riconoscimenti

### Premi dei programmi musicali
- Show Champion
  - 6 marzo 2019[12]